# 恩德貝萊族

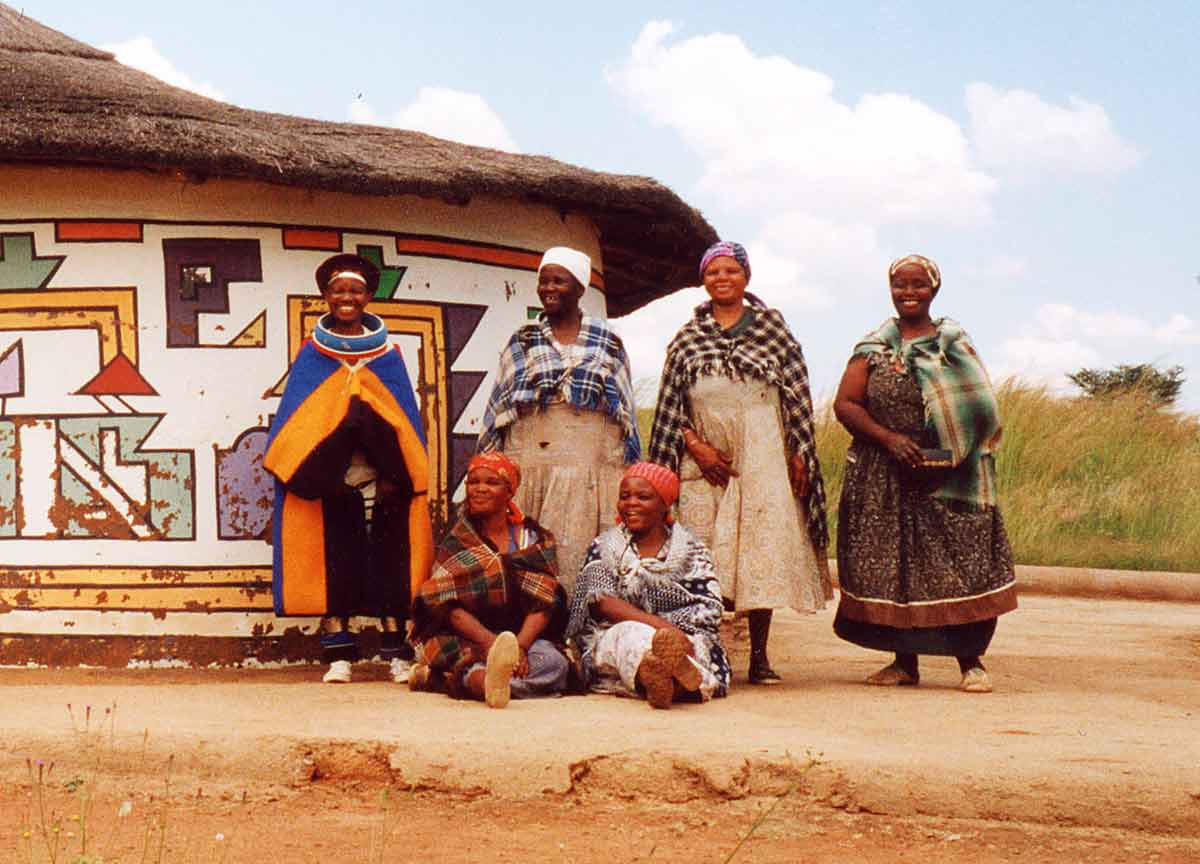

恩德貝萊族是分布于南非和津巴布韋的民族，人囗大约有200万人，其中津巴布韦有150万。恩德贝莱族原是祖鲁族的一个分支。19世纪上半叶，祖鲁人开始大规模地向南北两个方向扩散，留在原居住地的一些部族，逐渐“演化”为今天的恩德贝莱族。拥有自己的语言恩德贝莱语。它是与英语和绍纳语并列的津巴布韦官方语言。